# Réaction d'Allan-Robinson
La réaction d'Allan-Robinson est la réaction chimique d'une o-hydroxyphénone avec un anhydride aromatique (anhydride benzoïque par exemple) pour former une flavone (ou une isoflavone),,
Si un anhydride aliphatique est utilisé, une coumarine peut aussi se former (voir acylation de Kostanecki).

## Littérature
- Horie, T.; Kawamura, Y,; Tsukayama,M.; Yoshizaki, S Chem Pharm. Bull. 1989, 32, 1216.
- Horie, T.; Kawamura, Y,; Tsukayama,M.; Yoshizaki, S Chem Pharm. Bull. 1987, 35, 4465.
- Horie, T.; Kawamura, Y,; Seno, M. J. Org. Chem. 1987, 52, 4702.
- Patwardhan,S.A.;Gupta,A.S.J. Chem. Res. (S) 1984, 395.
- Dutta, P.K.;Bagchi, D.;Pakrashi, S.C.Indian J.Chem., Sect. B 1982, 21B, 1037
- Wagner, H,; Maurer, I.; Farkas, L.; Strelisky, J. Tetrahedron 1977, 33, 1405